# Jens Christensen Schouboe
Jens Christensen Schouboe (født 1642, død 18. november 1719 i Odense) var borgmester i Odense og godsejer til Margård, som han ejede 1694-1708.
Han var byfoged i Odense 1680-1689 og borgmester i Odense fra 1689 til sin død.
Han blev 12. oktober 1681 gift med Margrete Christensdatter West (27. juni 1663 i Odense – 10. juni 1728 sammesteds) og var bl.a. fader til Christian og Oluf Borch Schouboe.
Parret ligger begravet i Sankt Knuds Kirke.